# Ларионов, Арсений Васильевич
Арсе́ний Васи́льевич Ларио́нов (1 июля 1937, выс. Цильма, Северная область) — русский советский и российский писатель, журналист, редактор, издатель.

## Биография
Родился в крестьянской семье; в три года лишился отца. Окончил семилетнюю школу в селе Койнас.
В 1957 году окончил Архангельское мореходное училище имени капитана В. И. Воронина по специальности штурман дальнего плавания; в период учёбы ходил в плавания по Белому морю. С 1957 года — второй секретарь Октябрьского райкома ВЛКСМ (Архангельск), второй секретарь Архангельского горкома ВЛКСМ; некоторое время работал в Саратовском обкоме комсомола.
В 1963—1965 годы работал в редакции «Юность» Всесоюзного радио (специальный корреспондент). С 1965 года, по окончании философского факультета Московского университета, работал в звуковом журнале «Кругозор» (1965—1968, специальный корреспондент), в редакциях газет «Комсомольская правда» (1968—1970, заведующий отделом), «Советская Россия» (1970—1985, редактор отдела культуры, литературы и искусства, член редколлегии). В 1981 году, после выхода романа «Лидина гарь», принят в Союз писателей СССР.
В 1988—2010 годы — главный редактор журнала «В мире книг» (с 1989 — журнала «СЛОВО» ( «В мире книг» ), издательство «Книжная палата»), одновременно — генеральный директор издательства «Советский писатель», первый заместитель председателя исполкома Международного сообщества писательских союзов (по 2005). Неоднократно избирался секретарём правления Союза писателей РСФСР и секретарём правления Союза писателей России. В 1990 году подписал «Письмо 74-х» о недопустимости разгула русофобии.
Будучи руководителем издательства «Советский писатель» и главным редактором журнала «Слово», опубликовал ряд произведений русских авторов-патриотов, в частности, Ю. Бондарева, Л. Леонова, В. Сорокина, Н. Федя, В. Федорова. Один из создателей Международной премии имени М. А. Шолохова в области литературы и искусства.
Обвинён в махинациях с писательским имуществом. В 2010 году осуждён за мошенничество на 7 лет условно.
Живёт в Москве.

## Творчество
В 1960—1980-е годы публиковал в газетах и журналах статьи, очерки, корреспонденции об Архангельском Севере. В 1976 году в содружестве с чешским журналистом Яном Силэшем написал книгу очерков «Невцы» о партизанском соединении имени Александра Невского, участвовавшем в Словацком национальном восстании. Автор романов «Лидина гарь» (1981), «Рок» (1990) и «Раскаянье» (2000), а также документально-художественной повести «Заповеди блаженства» (1991).
В романах концентрирует внимание читателей на психологии поступков и дум персонажей. Исследуя с философских позиций монашескую жизнь (роман «Раскаянье»), в конфликте между верой и сатанизмом раскрывает сложный духовный мир русского человека во времена «ельцинизма». Персонажи романа объединены общей национальной идеей — верой в Россию как носительницу Добра.

### Избранные сочинения
- Ларионов А. В. Записки из андеграунда : художественно-документальная повесть в иронично-сатирических очерках, предельно откровенных диалогах и трагических стихах. — М.: Советский писатель, 2006. — 238+1 с. — ISBN 5-265-06392-7
- Ларионов А. В. Заповеди блаженства : Михайловские встречи с С. С. Гейченко : Докум. повесть [о гл. консультанте-хранителе Пушкин. заповедника]. — М. : Сов. писатель, 1991. — 253+2 с. — 50 000 экз. — ISBN 5-265-01759-3
  -  — 2-е изд. — М. : Соврем. писатель, 1999. — 380+1 с. — ISBN 5-265-01759-3
- Ларионов А. В. Из-под самого сердца: русская жизнь на рубеже веков и тысячелетий, 1989—2007 : публикации автора в Российском журнале художественной литературы и общественной мысли «Слово». — М. : Советский писатель, 2007. — 637+1 с. — ISBN 978-5-265-05689-4
- Ларионов А. В. К милому пределу : [Очерк о Федоре Абрамове]. — М. : Талицы, 1992. — 14 с. — (Библиотечка рассказа, Экспресс-выпуск ; № 7). — 25 000 экз.
- Ларионов А. В. Лидина гарь : Роман / [Предисл. Ю. Прокушева]. — М. : Современник, 1981. — 446 с. — (Новинки «Современника»). — 50 000 экз.
  -  — М. : Современник, 1986. — Кн. 1. — 1986. — 523+2 с. — 100 000 экз.
  - / [Вступ. ст. Ю. Бондарева; Авт. послесл. Н. И. Неженец]. — М. : Соврем. писатель, 1997. — 541+2 с. — 4000 экз. — ISBN 5-265-03396-3
- Ларионов А. В. Раскаянье : Роман. — М. : Совет. писатель, 2000. — 427+3 с. — ISBN 5-265-03461-7
- Ларионов А. В. Рок : Роман. — М. : Современник, 1990. — 555+2 с . — 50 000 экз. — ISBN 5-270-00992-7
  -  — М. : Совет. писатель, 2002 (Тула : Гриф и К). — 676+2 с. — ISBN 5-265-03480-3
- Ларионов А. В., Силэш Я. Невцы : [Докум.-публицист. повесть] / [Предисл. Й. Ленарта]. — М.: Сов. Россия, 1976. — 156 с. — 50 000 экз.

## Награды и признание
- Почётная грамота Президиума Верховного Совета РСФСР[9]
- Международная премия имени М. А. Шолохова в области литературы и искусства (1994) — за романы «Лидина гарь» и «Рок»[1][4].
- Почётный гражданин Лешуконского района[10].
- Почётный профессор Московского государственного педагогического университета им. М. А. Шолохова[4].